# Hiding Place (album của Tori Kelly)
Hiding Place là album phòng thu thứ hai của nữ ca sĩ người Mỹ Tori Kelly. Album được phát hành vào ngày 14 tháng 9 năm 2018, thông qua School Boy Records và Capitol Records. Đây là album thuộc thể loại phúc âm với những ảnh hưởng từ R&B và jazz. Album ra mắt ở vị trí quán quân của bảng xếp hạng Billboard Top Gospel Albums và nhận giải Grammy cho Album phúc âm xuất sắc nhất tại lễ trao giải Grammy lần thứ 61.

## Bối cảnh thực hiện
Tựa đề của album lấy từ Psalm 32:7 "Bạn là chỗ trú ẩn cho tôi; bạn bảo vệ tôi khỏi những rắc rối; bạn hát lên bên tôi những khúc ca của sự giải thoát." Kelly, vốn là một nhạc sĩ pop của họ đạo, khẳng định trong một cuộc trò chuyện trực tiếp trên Instagram rằng cô đã bắt đầu lên kế hoạch cho album tiếp theo của Unbreakable Smile, một album nhạc pop chỉ với một ca khúc nhạc phúc âm. Trước đó, cô từng tuyên bố rằng cô không thấy hứng thú với việc bị gọi là một nghệ sĩ nhạc Thánh ca, tuy rằng một số nghệ sĩ truyền cảm hứng cho cô là Rachael Lampa và Crystal Lewis. Cô khẳng định rằng phúc âm đã gây ảnh hưởng đến cô từ thời thơ ấu trong một cuộc phỏng vấn với Idolator: "Tôi lớn lên cùng với nhạc phúc âm, ca hát thể loại này và phần nhiều những gì tạo nên nhạc phúc âm là một nguồn ảnh hưởng lớn đến âm nhạc của tôi. Khi dần trưởng thành, tôi nghĩ rằng có thể một ngày nào đó mình sẽ làm một dự án nhạc phúc âm." Kelly đồng sáng tác một nửa số bài hát trong album cùng với nhạc sĩ nhạc phúc âm Kirk Franklin.

## Phát hành
Ngày 23 tháng 8 năm 2018, Kelly thông báo rằng album phòng thu thứ hai của cô sẽ được phát hành dưới dạng tải kỹ thuật số vào ngày 14 tháng 9 năm 2018.

### Các đĩa đơn
Ngày 30 tháng 3 năm 2018, Kelly phát hành đĩa đơn đầu tiên, "Help Us to Love", một sản phẩm hợp tác với hợp tác với The HamilTones. Bài hát này đạt đến vị trí thứ 4 trên bảng xếp hạng Hot Gospel Songs của Billboard. Đĩa đơn thứ hai, "Never Alone", được phát hành vào ngày 24 tháng 8, sau thông báo về việc phát hành đĩa đơn này một tuần. Ca khúc song ca với Kirk Franklin này ra mắt ở vị trí á quân trên bảng xếp hạng Billboard Hot Gospel Songs và vị trí thứ 18 trên bảng xếp hạng Billboard Hot Christian Songs, trở thành ca khúc thứ hai của Kelly và thứ 13 của Franklin lọt vào top 10 trên bảng xếp hạng Hot Gospel Songs. Ca khúc vươn đến vị trí quán quân của Hot Gospel Songs trong tuần thứ 19 trên bảng xếp hạng, trở thành ca khúc quán quân đầu tiên của Kelly và thứ sáu của Franklin trên bảng xếp hạng này. Video âm nhạc cho đĩa đơn thứ ba từ album, "Psalm 42", ra mắt vào ngày 7 tháng 9 năm 2018. Ca khúc xuất hiện ở vị trí thứ 3 trên Hot Gospel Songs.

## Tiếp nhận và giải thưởng
| Đánh giá chuyên môn | Đánh giá chuyên môn |
| Nguồn đánh giá      | Nguồn đánh giá      |
| Nguồn               | Đánh giá            |
| ------------------- | ------------------- |
| AllMusic            | [ 16 ]              |

Tại lễ trao giải Grammy năm 2019, Hiding Place chiến thắng ở hai hạng mục: Album phúc âm xuất sắc nhất và Trình diễn/bài hát phúc âm xuất sắc nhất cho ca khúc "Never Alone".
| Tổ chức     | Năm  | Hạng mục                                                     | Kết quả   |
| ----------- | ---- | ------------------------------------------------------------ | --------- |
| Giải Grammy | 2019 | Album phúc âm xuất sắc nhất                                  | Đoạt giải |
| Giải Grammy | 2019 | Trình diễn/bài hát phúc âm xuất sắc nhất (cho "Never Alone") | Đoạt giải |

## Diễn biến thương mại
Hiding Place ra mắt ở vị trí quán quân của bảng xếp hạng Top Gospel Albums của Billboard, bán ra 15.000 đơn vị album quy đổi, trở thành album nhạc phúc âm có doanh số tuần cao nhất của năm 2018 và xác lập kỷ lục cho album nhạc phúc âm có lượng stream cao nhất trong một tuần. Đây là album đầu tiên của Kelly đạt được vị trí quán quân trên bảng xếp hạng này.

## Danh sách bài hát
Danh sách bài hát lấy từ cửa hàng iTunes.
| STT              | Nhan đề                                          | Sáng tác                   | Sản xuất                       | Thời lượng |
| ---------------- | ------------------------------------------------ | -------------------------- | ------------------------------ | ---------- |
| 1.               | "Masterpiece" (hợp tác với Lecrae)               | Kirk Franklin Lecrae Moore | Franklin Max Stark Ronald Hill | 4:44       |
| 2.               | "Help Us to Love" (hợp tác với The HamilTones)   | Franklin                   | Franklin Rickey Offord Hill    | 3:46       |
| 3.               | "Sunday"                                         | Tori Kelly Franklin        | Franklin Stark Hill            | 3:35       |
| 4.               | "Just as Sure" (hợp tác với Jonathan McReynolds) | Franklin                   | Franklin Stark Hill            | 5:30       |
| 5.               | "Psalm 42"                                       | Kelly Franklin             | Franklin Stark Hill            | 5:34       |
| 6.               | "Questions"                                      | Franklin                   | Franklin Stark Hill            | 4:50       |
| 7.               | "Never Alone" (hợp tác với Kirk Franklin)        | Kelly Franklin             | Franklin Stark Hill            | 3:34       |
| 8.               | "Soul's Anthem (It Is Well)"                     | Kelly Franklin             | Franklin Stark Hill            | 5:15       |
| Tổng thời lượng: | Tổng thời lượng:                                 | Tổng thời lượng:           | Tổng thời lượng:               | 36:48      |

## Xếp hạng
| Bảng xếp hạng (2018)                | Vị trí cao nhất |
| ----------------------------------- | --------------- |
| Úc Digital Albums (ARIA)            | 10              |
| Anh Christian & Gospel Albums (OCC) | 1               |
| Album Hoa Kỳ Billboard 200          | 35              |
| Album Hoa Kỳ Top Gospel (Billboard) | 1               |

| Bảng xếp hạng (2018)                 | Vị trí |
| ------------------------------------ | ------ |
| Hoa Kỳ Top Gospel Albums (Billboard) | 5      |